# Марио Андрети
Марио Габриеле Андрети (на италиански: Mario Gabriele Andretti) е бивш пилот от Формула 1.
Роден на 28 февруари 1940 година в град Монтона, Италия сега Мотовун, Хърватска.
През 1955 година семейството му емигрира в САЩ и се установява в град Назарет, щат Пенсилвания.
Женен, баща на три деца.
Синът му Майкъл Андрети пилотира също като баща си във Формула 1 през 1993 година за Макларън.

## Кариера
Започва да се занимава с моторни спортове в родната Италия, на пистата Монца.
Емигрирането на семейството прекъсва за кратко страстта му към автомобилите. Съвсем скоро близо до града в който живее откриват една от най-известните писти за автомобилни състезания в САЩ.
Той трупа много полезен опит в опасните американски състезания. Марио стартира многократно в най-престижния старт в Северна Америка – Индианаполис 500, като само през 1979 година пропуска състезанието. За последен път стартира през 1994 г., но въпреки това печели престижната надпревара само веднъж – през 1969 г.

## Формула 1

### 1968
Мечтата му да кара във Формула 1 се сбъдва през 1968 г. когато подписва договор с британския тим – Лотус и дебютира в Италия.
Още в първия старт успява да постигне най-добро време в квалификациите и печели полпозишън. Интересът към него е сериозен от тимове като Ферари, Марч и Пернели.

### 1971
1971 г. печели първата си победа в ЮАР.
През 1973 г., Марио отново се завръща към овалните писти в САЩ, напускайки Формула 1.
През 1974 г. е поканен в Европа за участието си 1000 километровото състезание на пистата Монца, с кола „Алфа Ромео“. Негов съотборник за това състезание е Артуро Мерацио. Двамата печелят победата с огромна преднина пред втория тим.

### 1974
Същата година отново е във Формула 1 с тима на „Пернели“. След напускането на Джеки Икс, Колин Чапман и Лотус отново канят Андрети да кара за тях. Сезона е с променлив успех за Марио и той завършва шести в генералното класиране.

### 1977
1977 г. става трети в шампионата като печели четири старта за Голямата награда.
Победи печели в Германия, Италия, Франция и в САЩ. Проблеми с болида на някои писти, го лишават от шампионската титла.

### 1978
1978 година е най-успешната му в кариерата. Печели в Белгия, Холандия, Франция Германия и Италия. Предсрочно, още на пистата „Монца“, става шампион. Радостта от световната титла обаче е помрачена. При тежка катастрофа загива неговият съотборник – шведския пилот Рони Петерсон.
Марио Андрети е един от най-възрастните пилоти управлявали болид във Формула 1.
За повече от 30 години в автомобилните спортове той кара над 20 различни болиди, в различни серии и класове, на повече от 120 писти.
След напускането на Формула 1 се отдава изцяло на сериите Индикар.